# Сегаріу
Сегаріу, Сеґаріу (італ. Segariu, сард. Segariu) — муніципалітет в Італії, у регіоні Сардинія,  провінція Медіо-Кампідано.
Сегаріу розташоване на відстані близько 400 км на південний захід від Рима, 45 км на північ від Кальярі, 8 км на схід від Санлурі, 26 км на північний схід від Віллачідро.
Населення — 1226 осіб (2014).

## Демографія
Населення за роками:

Станом на 1 січня 2023 року в муніципалітеті офіційно проживало 12 іноземців з 4 країн, серед них 3 громадяни країн Євросоюзу.

## Сусідні муніципалітети
- Фуртеї
- Гуазіла
- Вілламар